# FC Aktobe
El FK Aqtöbe (en kazajo: Ақтөбе Футбол Клубы) es un club de fútbol kazajo de la ciudad de Aktobe. El club fue fundado en 1967 como Aktyubinets y disputa sus partidos como local en el estadio Central. Ganó dos ligas consecutivas de la Super Liga de Kazajistán, también se proclamó ganador de la liga de segunda división nacional en el año 2000.

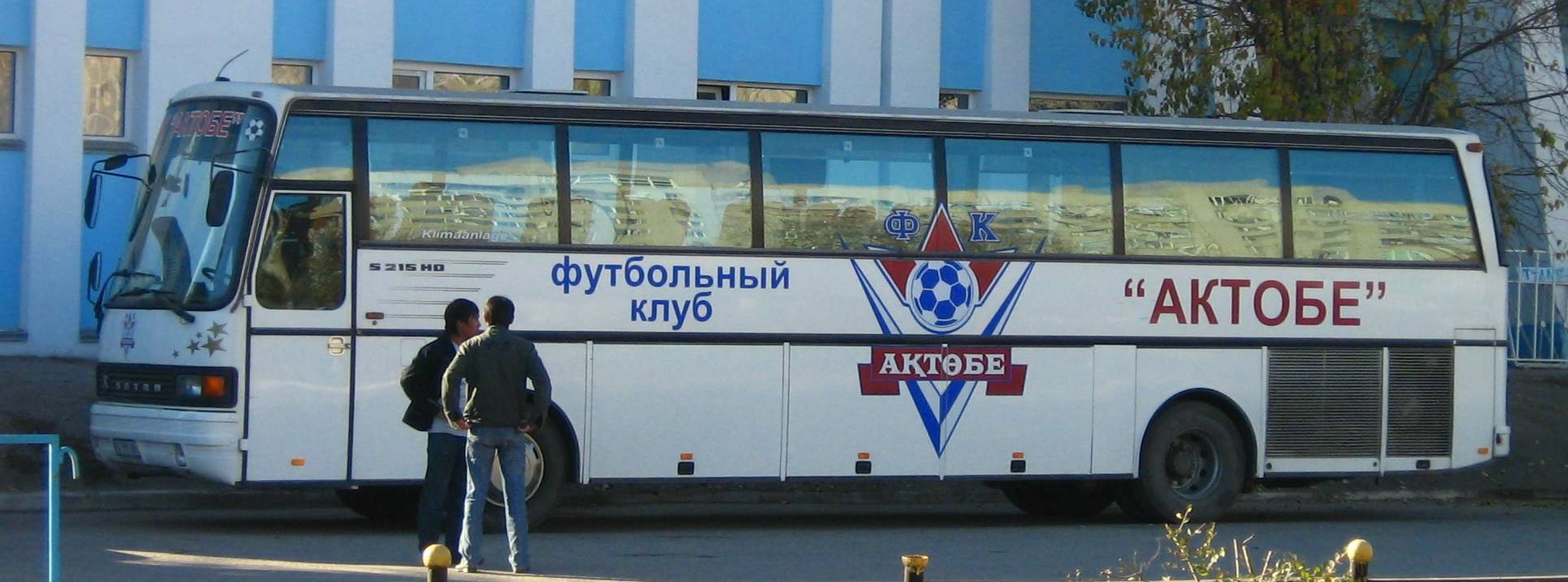
Autobús del club.

## Historia
Fue fundado en el año 1967 con el nombre Aktyubinets, teniendo varios cambios de nombre en su historia, los cuales han sido:
- 1967–1995: Aktyubinets
- 1996–1997: Aktobemunai
- 1997–2000: Aktobe
- 2000–2005: Aktobe-Lento
- 2005–hoy: Aktobe

## Estadio
El estadio Central es la sede principal del FC Aktobe. Inaugurado el 28 de agosto de 1975 en un juego ante el CSKA Moscú con derrota de 1:0. Kopeykin anotó el gol. Es uno de los estadios más visitados de Kazajistán con una capacidad superior a los 13 000 espectadores. Fue construido exclusivamente para el fútbol.
Cumple con las normas internacionales y es considerado el mejor estadio de Kazajistán en equipo técnico y diseño arquitectónico. La tribuna principal – la oeste, tiene asientos para los comentaristas y una sección VIP. La tribuna este está diseñada para personas con discapacidad. Cuenta también con un monitor gigante. Las oficinas administrativas del FC Aktobe están en el estadio.

## Palmarés

### Torneos nacionales (10)
- Liga Premier de Kazajistán (5):

2005, 2007, 2008, 2009, 2013
- Copa de Kazajistán (2):

2008, 2024
- Supercopa de Kazajistán (3):

2008, 2010, 2014

## Estadísticas en competiciones UEFA
- Mayor goleada:
  - 15/07/2009, FH  0-4  Aktobe,  Hafnarfjördur
- Mayor derrota:
  - 29/08/2013, Dynamo Kiev   5-1  Aktobe
- Disputados en UEFA Champions League:  5
- Disputados en UEFA Europa League:  7
- Más partidos disputados: 36
  -  Marat Khairullin
- Máximo goleador: 7
  -  Samat Smakov

## Participación en competiciones UEFA
| Temporada | Torneo                 | Ronda             | Club               | Casa | Visita | Global      |
| --------- | ---------------------- | ----------------- | ------------------ | ---- | ------ | ----------- |
| 2006–07   | UEFA Champions League  | Clasificatoria 1  | Liepājas Metalurgs | 1–1  | 0–1    | 1–2         |
| 2007–08   | UEFA Cup               | Clasificatoria 1  | Mattersburg        | 1–0  | 2–4    | 3–4         |
| 2008–09   | UEFA Champions League  | Clasificatoria 1  | Sheriff Tiraspol   | 1–0  | 0–4    | 1–4         |
| 2009–10   | UEFA Champions League  | Clasificatoria 2  | FH                 | 2–0  | 4–0    | 6–0         |
| 2009–10   | UEFA Champions League  | Clasificatoria 3  | Maccabi Haifa      | 0–0  | 3–4    | 3–4         |
| 2009–10   | UEFA Europa League     | Play-off          | Werder Bremen      | 0–2  | 3–6    | 3–8         |
| 2010–11   | UEFA Champions League  | Clasificatoria 2  | Olimpi Rustavi     | 2–0  | 1–1    | 3–1         |
| 2010–11   | UEFA Champions League  | 3Q                | Hapoel Tel Aviv    | 1–0  | 1–3    | 2–3         |
| 2010–11   | UEFA Europa League     | Play-off          | AZ                 | 2–1  | 0–2    | 2–3         |
| 2011–12   | UEFA Europa League     | Clasificatoria 2  | Kecskeméti         | 0–0  | 1–1    | 1–1         |
| 2011–12   | UEFA Europa League     | Clasificatoria 3  | Alania Vladikavkaz | 1–1  | 1–1    | 2–2 (2–4 p) |
| 2012–13   | UEFA Europa League     | Clasificatoria 1  | FC Torpedo Kutaisi | 1–0  | 1–1    | 2–1         |
| 2012–13   | UEFA Europa League     | Clasificatoria 2  | FC Milsami         | 3–0  | 2–4    | 5–4         |
| 2012–13   | UEFA Europa League     | Clasificatoria 3  | K.R.C. Genk        | 1–2  | 1–2    | 2–4         |
| 2013–14   | UEFA Europa League     | Clasificatoria 1  | Gandzasar          | 2–1  | 2–1    | 4–2         |
| 2013–14   | UEFA Europa League     | Clasificatoria 2  | Hødd               | 2–0  | 0–1    | 2–1         |
| 2013–14   | UEFA Europa League     | Clasidficatoria 3 | Breiðablik         | 1–0  | 0–1    | 1–1 (2–1 p) |
| 2013–14   | UEFA Europa League     | Play-off          | Dynamo Kiev        | 2–3  | 1–5    | 3–8         |
| 2014–15   | UEFA Champions League  | Clasificatoria 2  | Dinamo Tbilisi     | 3–0  | 1–0    | 4–0         |
| 2014–15   | UEFA Champions League  | Clasificatoria 3  | Steaua București   | 2–2  | 1–2    | 3–4         |
| 2014–15   | UEFA Europa League     | Play-off          | Legia Warsaw       | 0–1  | 0–2    | 0–3         |
| 2015-16   | UEFA Europa League     | Clasificatoria 1  | Nõmme Kalju        | 0–1  | 0–0    | 0–1         |
| 2016-17   | UEFA Europa League     | Clasificatoria 1  | MTK                | 1–1  | 0–2    | 1-3         |
| 2023-24   | UEFA Conference League | Clasificatoria 2  | FC Torpedo Kutaisi | 1-2  | 4–1    | 5-3         |
| 2023-24   | UEFA Conference League | Clasificatoria 3  | Sepsi              | 0–1  | 1–1    | 1–2         |
| 2024-25   | UEFA Conference League | Clasificatoria 1  | Sarajevo           | 0–1  | 3-2    | 3-3 (3-4 p) |
| 2025-26   | UEFA Europa League     | Clasificatoria 1  | Legia Warsaw       | 0-1  | 0–1    | 0-2         |
| 2025-26   | UEFA Conference League | Clasificatoria 2  | Sparta Praga       | 2–1  | 0–4    | 2–5         |

## Jugadores

### Jugadores destacados

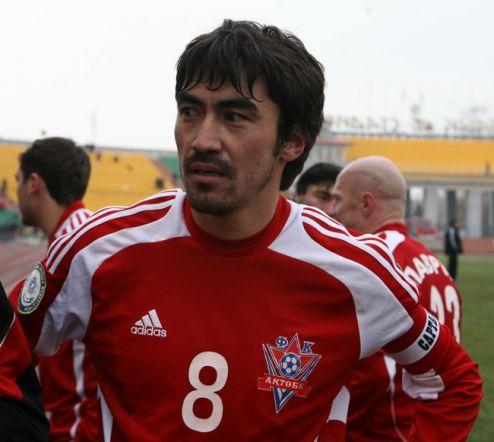
Samat Smakov.

| - Andrei Lavrik - Darko Maletić - Renat Dubinskiy - Aleksandr Familtsev - Konstantin Golovskoy - Andrei Karpovich - Emil Kenzhesariev - Marat Khairullin - Aleksei Kosolapov - Andrei Miroshnichenko - Andrei Sidelnikov - Samat Smakov - Murat Tleshev - Arūnas Klimavičius | - Serghei Covalciuc - Serghei Rogaciov - Sergei Strukov - Malick Mane - Vladimir Đilas - Brana Ilić - Zoran Kostić - Marat Bikmaev - Aleksandr Geynrikh - Jafar Irismetov - Timur Kapadze - Aleksey Nikolaev - Juan José Bezares - Marcos Pizzelli |  |

## Entrenadores

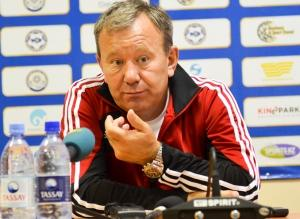
Vladimir Mukhanov dirigió al club del 2006 al 2012

- Vladimir Nikitenko (1994)
- Ravil Ramazanov (2001)
- Vladimir Mykhailo (2001–02)
- Vakhid Masudov (2003)
- Oleksandr Ishchenko (2003)
- Ravil Ramazanov (2005)
- Vladimir Mukhanov (2006–2012)
- Vladimir Nikitenko (2013-2014)
- Vladimir Gazzaev (2014–2015)
- Ioan Andone (julio 2015 – noviembre 2015)
- Yuri Utkulbayev (diciembre 2015–2016)
- Ihor Rakhayev (2016–mayo 2017)
- Vladimir Mukhanov (mayo 2017–diciembre 2018)
- Aleksandr Sednyov (2019)
- Vladimir Maminov (febrero 2020)
- Aleksei Petrushin (febrero 2020–setiembre 2020)
- Vladimir Zelenovskiy (octubre 2020–diciembre 2020)
- Alyaksey Baha (enero 2021–mayo 2021)[4][5]
- Vladimir Zelenovskiy (interino) (mayo 2021–junio 2021)[5][6]
- Vakhid Masudov (junio 2021–julio 2021)[6][7]
- Mukhtar Erimbetov (interino) (julio 2021–agosto 2021)[7][8]
- Vladimir Mukhanov (agosto 2021–abril 2022)[8][9]
- Petr Badlo (interino) (abril 2022–mayo 2022)[10]
- Andrei Karpovich (mayo 2022–presente)[11]